# 庫爾岑巴赫河 (謝爾利希巴赫河支流)
庫爾岑巴赫河是瑞士的河流，位於該國中部，流經盧塞恩州，屬於謝爾利希巴赫河的支流，河道全長3.7公里，流域面積3.9平方公里，發源自普菲弗山。